# American Song Contest 2022
Der 1. American Song Contest fand vom 21. März bis 9. Mai 2022 statt.
Den Wettbewerb gewann AleXa mit dem Song Wonderland für Oklahoma.

## Format

### Regelwerk
Wie beim Eurovision Song Contest dürfen nur Originalsongs am Wettbewerb teilnehmen, d. h. Coverversionen sind nicht erlaubt. Die Länge der Beiträge darf 2 Minuten und 45 Sekunden nicht überschreiten, dies ist etwas kürzer als beim Eurovision Song Contest.
Der Wettbewerb wird unterteilt in fünf Vorrunden, gefolgt von zwei Semifinalen und einem Finale.
In jeder Vorrunde wird ein Song von einer Jury aus 56 Musikexperten, einer pro Bundesstaat oder Territorium, in die nächste Runde gewählt. Ebenfalls für eines der Semifinale qualifizieren sich die Top drei des Onlinevotings, wobei das Abstimmungszeitfenster hier drei Tage beträgt. Die Abstimmung erfolgt über die NBC-App, NBC-Website und TikTok. Wie auch beim Eurovision Song Contest darf weder die Jury noch das Publikum für den eigenen Bundesstaat bzw. das eigene Territorium abstimmen.
Nach Abschluss der Vorrunden erreichen zwei bereits ausgeschiedene Lieder, als sogenannte Redemption Songs, ebenfalls das Semifinale und zwar anhand ihrer Aufrufzahlen auf den Streaming-Plattformen. Die Semifinale folgen demselben Ablauf wie die Vorrunden, so dass schlussendlich 10 Teilnehmer im Finale stehen.
Im Finale wird der Sieger wie beim Eurovision Song Contest ermittelt, durch ein kombiniertes Jury- und Onlinevoting. Die Gewichtung der Punkte erfolgt unabhängig von der Bevölkerung der jeweiligen Staaten und Territorien. Für das Finale wurden die Jurymitglieder in 10 regionale Jurys aufgeteilt (Lower South, Mid Atlantic, Midwest, Mountains, New England, Pacific West, Plains, Southwest, Territories, Upper South), diese hatten jeweils ein „klassisches“ Punkteset (1–8, 10 und 12 Punkte) zu vergeben. Zusätzlich hatte jeder Bundesstaat bzw. jedes Gebiet ein solches Punkteset für das Onlinevoting zur Verfügung. Diese bedeutete eine Gewichtung der Jury von „nur“ 15 Prozent, im Vergleich zu 85 Prozent beim Onlinevoting.

### Jurymitglieder
Die Liste der 56 Jurymitglieder wurden am 21. März 2022 in einem Artikel des Magazins Variety veröffentlicht.
| Region       | Bundesstaat/Territorium      | Jurymitglied            |
| ------------ | ---------------------------- | ----------------------- |
| Lower South  | Alabama                      | Amber Parker            |
| Lower South  | Florida                      | Jose Tillan             |
| Lower South  | Georgia                      | Jennifer Goicoechea     |
| Lower South  | Louisiana                    | Uptown Angela           |
| Lower South  | Mississippi                  | Joe King the Big Daddy  |
| Lower South  | Tennessee                    | Brian Phillips          |
| Mid Atlantic | Delaware                     | Christa Cooper          |
| Mid Atlantic | District of Columbia         | Dustin Matthews         |
| Mid Atlantic | Maryland                     | Caron Veazey            |
| Mid Atlantic | New Jersey                   | Matt Pinfeld            |
| Mid Atlantic | New York                     | Tom Poleman             |
| Mid Atlantic | Pennsylvania                 | Ty Stiklorius           |
| Midwest      | Illinois                     | Mike Knobloch           |
| Midwest      | Indiana                      | Nancy Yearing           |
| Midwest      | Michigan                     | Shahida Mausi           |
| Midwest      | Minnesota                    | Barry Lather            |
| Midwest      | Ohio                         | Khirye Tyler            |
| Midwest      | Wisconsin                    | Shanna Cudeck           |
| Mountains    | Colorado                     | Isaac Slade             |
| Mountains    | Idaho                        | Shari Short             |
| Mountains    | Montana                      | Stephanie Davis         |
| Mountains    | North Dakota                 | Allison Bostow          |
| Mountains    | South Dakota                 | Jered Johnson           |
| Mountains    | Wyoming                      | Ian Munsick             |
| New England  | Connecticut                  | Jaime Levine            |
| New England  | Maine                        | Lauren Wayne            |
| New England  | Massachusetts                | Jamie Cerreta           |
| New England  | New Hampshire                | Charlie Singer          |
| New England  | Rhode Island                 | Kristin Lessard         |
| New England  | Vermont                      | Lee Chesnut             |
| Pacific West | Alaska                       | Quinn Christopherson    |
| Pacific West | Hawaii                       | Eric Daniels            |
| Pacific West | Kalifornien                  | Dan McCarroll           |
| Pacific West | Oregon                       | Mark Hamilton           |
| Pacific West | Washington                   | Zann Fredlund           |
| Plains       | Arkansas                     | Kevin Mercer            |
| Plains       | Iowa                         | Taylor J.               |
| Plains       | Kansas                       | Michelle Buckles        |
| Plains       | Missouri                     | Tommy Austin            |
| Plains       | Nebraska                     | Hoss Michaels           |
| Plains       | Oklahoma                     | Ester Dean              |
| Southwest    | Arizona                      | Double-L                |
| Southwest    | Texas                        | Natural                 |
| Southwest    | Nevada                       | Jim Vellutato           |
| Southwest    | New Mexico                   | Tony Manero             |
| Southwest    | Utah                         | Jeff McCartney          |
| Territories  | Amerikanische Jungferninseln | Ajanie Williams         |
| Territories  | Amerikanisch-Samoa           | Joseph Fa’avae          |
| Territories  | Guam                         | Heidi Chargualaf Quenga |
| Territories  | Nördliche Marianen           | Galvin Deleon Guerrero  |
| Territories  | Puerto Rico                  | Carlos Perez            |
| Upper South  | Kentucky                     | Ashley Wilson           |
| Upper South  | North Carolina               | Paul Schadt             |
| Upper South  | South Carolina               | Miss Monique            |
| Upper South  | Virginia                     | Justin Derrico          |
| Upper South  | West Virginia                | Judy Eaton              |

### Produktion
Am 14. Mai 2021 gab die Europäische Rundfunkunion bekannt, dass der Wettbewerb von Propagate Content und Universal Television Alternative Studio in Koproduktion entstehen soll. Executive Producer soll Ben Silverman werden, der bereits in dieser Funktion bei The Voice USA tätig war. Details zum Ablauf der Produktion wurden am 29. Mai 2021 bekanntgegeben. Ausgewählte Teilnehmer müssen für ca. 4 Wochen, zwischen dem 11. Februar 2022 und dem 12. April 2022, verfügbar sein. Weiters wurden erstmals Produktionsorte für die Show genannt, nämlich Los Angeles und Atlanta.
In einem Interview gab Produzent Christer Björkman bekannt, dass Las Vegas, Tampa und Orlando (Florida) als erster Austragungsort in Betracht gezogen wurden. Schließlich wurde bekannt, dass der Wettbewerb im kalifornischen Universal City stattfinden soll.

## Teilnehmer

Finalisten
Im Halbfinale ausgeschieden
In der Vorrunde ausgeschieden

Teilnahmeberechtigt sind die 50 Bundesstaaten, die 5 Außengebiete sowie der District of Columbia. Teilnehmen können Solointerpreten, Duos, Bands (maximal 6 Mitglieder) oder DJs, welche mindestens 16 Jahre alt sind. Am 29. Mai 2021 wurde die offizielle Castingwebsite veröffentlicht. Die Teilnehmerliste wurde am 3. März 2022 veröffentlicht. Die Lieder werden seit dem 21. März jeweils Montags um 6 Uhr mitteleuropäischer Zeit veröffentlicht, wobei einige Künstler den Titel bzw. kurze Ausschnitte vorzeitig veröffentlichten.

## Vorrunden

### Erste Vorrunde
Die erste Vorrunde fand am 21. März 2022 statt. Folgende Bundesstaaten/Territorien nahmen teil:
| Platz    | Startnr. | Bundesstaat/ Territorium | Interpret                | Lied Musik (M) und Text (T) | Sprache              | Übersetzung (inoffiziell)     | Jury |
| -------- | -------- | ------------------------ | ------------------------ | --- | -------------------- | ----------------------------- | ---- |
| 1. – 4.  | 11       | Rhode Island             | Hueston                  | Held on Too Long M/T: Cory Hueston | Englisch             | Zu lange festgehalten         | 1.   |
| 1. – 4.  | 2        | Oklahoma                 | AleXa                    | Wonderland M/T: Albin Nordqvist, Andreas Carlsson, Bekuh Boom, Ellen Berg, Moa Carlebecker                                                                       | Englisch, Koreanisch | Wunderland                    | 2.   |
| 1. – 4.  | 5        | Puerto Rico              | Christian Pagán          | Loko M/T: Bileidy Hernandez, Christian Pagán, Desmond Child, Emilio Amaya Acosta, Faisal Ben Said Jodi Marr, Markus Sepehrmanesh, Samuel Kvist, Timothy Caifeldt | Englisch, Spanisch   | Verrückt                      | 4.   |
| 1. – 4.  | 6        | Connecticut              | Michael Bolton           | Beautiful World M/T: Michael Bolton, Justin Jesso | Englisch             | Schöne Welt                   | 5.   |
| 5. – 11. | 10       | Wyoming                  | Ryan Charles             | New Boot Goofin‘ M/T: Khadi Clamoungou, Ryan Charles Kinzer | Englisch             | Mit neuem Schuhwerk auftreten | 10.  |
| 5. – 11. | 1        | Minnesota                | Yam Haus                 | Ready to Go M/T: Lawrence Lane Pruitt, Simon Oscroft, Zachary Kurt Beinlich                                                                                      | Englisch             | Bereit zu starten             | 7.   |
| 5. – 11. | 3        | Arkansas                 | Kelsey Lamb              | Never Like This M/T: Carly Pearce, Casey Brown, Parker Welling                                                                                                   | Englisch             | Niemals so                    | 3.   |
| 5. – 11. | 4        | Indiana                  | UG skywalkin feat. Maxie | Love in My City M/T: Albert Sprears, Antonio Maxie, Josh Phillip Kimbowa, Theophilus Akai                                                                        | Englisch             | Liebe in meiner Stadt         | 11.  |
| 5. – 11. | 7        | Iowa                     | Alisabeth von Presley    | Wonder M/T: Ali Dee Theodore, Alisabeth Von Presley, Anthony Mirabella III, Timothy James King                                                                   | Englisch             | Wunder                        | 8.   |
| 5. – 11. | 8        | Wisconsin                | Jake’O                   | Feel Your Love M/T: Ali Dee Theodore, Anthony Mirabella III, Bianca Sperduti, Jacob Brendan McCluskey                                                            | Englisch             | Spüre deine Liebe             | 9.   |
| 5. – 11. | 9        | Mississippi              | Keyone Starr             | Fire M/T: Ali Dee Theodore, Anthony Mirabella III, Bianca Sperduti, John Emanuel Morris, Lakreshia Keyone Edwards, Sergio Cabral                                 | Englisch             | Feuer                         | 6.   |

### Zweite Vorrunde
Die zweite Vorrunde fand am 28. März 2022 statt. Folgende Bundesstaaten/Territorien nahmen teil:
| Platz    | Startnr. | Bundesstaat/ Territorium     | Interpret        | Lied Musik (M) und Text (T) | Sprache            | Übersetzung (inoffiziell)                  | Jury |
| -------- | -------- | ---------------------------- | ---------------- | --- | ------------------ | ------------------------------------------ | ---- |
| 1. – 4.  | 6        | Kentucky                     | Jordan Smith     | Sparrow M/T: Andreas Carlsson, Desmond Child, Jordan Smith                                                                               | Englisch           | Sperling                                   | 1.   |
| 1. – 4.  | 2        | Montana                      | Jonah Prill      | Fire It Up M/T: Jared Mullins, Jordan Schmidt, Seth Ennis                                                                                | Englisch           | Zünde es an                                | 3.   |
| 1. – 4.  | 7        | North Dakota                 | Chloe Fredericks | Can't Make You Love Me M/T: Chloe Fredericks, Melissa Carter, Rob Nagelhout                                                              | Englisch           | Ich kann dich nicht zwingen mich zu lieben | 5.   |
| 1. – 4.  | 8        | Kansas                       | Broderick Jones  | Tell Me M/T: Broderick Jones, Callan Searcy                                                                                              | Englisch           | Sag mir                                    | 2.   |
| 5. – 11. | 3        | New York                     | ENISA            | Green Light M/T: Cameron Warren, Enisa Nikaj                                                                                             | Englisch           | Grünes Licht                               | 9.   |
| 5. – 11. | 1        | Oregon                       | courtship.       | Million Dollar Smoothies M/T: Eli Rueben Hirsch, Micah Ross Gordon                                                                       | Englisch           | Millionen Dollar Smoothies                 | 11.  |
| 5. – 11. | 4        | Nebraska                     | Jocelyn          | Never Alone M/T: Danelle Joy Leverett Reeves, Jason Bradford Reeves, Jocelyn Anderson                                                    | Englisch           | Niemals allein                             | 7.   |
| 5. – 11. | 5        | Amerikanische Jungferninseln | Cruz Rock        | Celebrando M/T: Ali Dee Theodore, Anthony Mirabella III, Bianca Sperduti, Errol Ajani Williams, Frankie Garcia, Sergio Cabral            | Englisch, Spanisch | Feiern                                     | 10.  |
| 5. – 11. | 9        | Virginia                     | Almira Zaky      | Over You M/T: Almira Zaky | Englisch           | Über dich hinweg                           | 8.   |
| 5. – 11. | 10       | Maine                        | King Kyote       | Get Out Alive M/T: Darren Elder, Jonathan King, Jonathan Wyman, Joseph Mahoney                                                           | Englisch           | Überleben                                  | 4.   |
| 5. – 11. | 11       | Ohio                         | Macy Gray        | Every Night M/T: Alex Kyhn, Billy Wes, Christopher Dotson, Jamal Rashid, Jermaine Coleman, Natalie Hinds, Tamir Barzilay, Thomas Lumpkin | Englisch           | Jede Nacht                                 | 6.   |

### Dritte Vorrunde
Die dritte Vorrunde fand am 4. April 2022 statt. Folgende Bundesstaaten/Territorien nahmen teil:
| Platz | Startnr. | Bundesstaat/ Territorium | Interpret       | Lied Musik (M) und Text (T)                                                                               | Sprache            | Übersetzung (inoffiziell)             | Jury |
| ----- | -------- | ------------------------ | --------------- | --- | ------------------ | ------------------------------------- | ---- |
| 1.    | 3        | Tennessee                | Tyler Braden    | Seventeen M/T: Tyler Braden                                                                               | Englisch           | Siebzehn                              | 1.   |
| 2.    | 12       | Colorado                 | Riker Lynch     | Feel the Love M/T: Andreas Carlsson, Desmond Child, Jimmy Johnson, Vera Hotsauce                          | Englisch           | Fühl die Liebe                        | 6.   |
| 3.    | 5        | Alabama                  | Ni/Co           | The Difference M/T: Andreas Carlsson, Colton Jones, Danielle Brillhart, Gaby Feldman, Kevin Hutchens      | Englisch           | Der Unterschied                       | 3.   |
| 4.    | 1        | Texas                    | Grant Knoche    | Mr. Independent M/T: Grant Christian Knoche, John Arnell Newsome                                          | Englisch           | Herr Unabhängig                       | 4.   |
| 5.    | 7        | Alaska                   | Jewel           | The Story M/T: Jewel Kilcher, Johan Carlsson, Ross Golan                                                  | Englisch           | Die Geschichte                        | 9.   |
| 6.    | 6        | Florida                  | Ale Zabala      | Flirt M/T: Alexa Zabala, Andreas Carlsson, Melanie Joy Fontana, Michel Schulz                             | Englisch, Spanisch | –                                     | 2.   |
| 7.    | 4        | New Jersey               | Brooke Alexx    | I Don't Take Pictures Anymore M/T: Autumn Buysse, Brandon Meagher, Brooke Alexandria Greenberg            | Englisch           | Ich mache keine Bilder mehr           | 5.   |
| 8.    | 10       | Delaware                 | Nitro Nitra     | Train M/T: Ali Dee Theodore, Anthony Mirabella III, Auanitra Aiken, Bianca Sperduti, James A. Pollard Jr. | Englisch           | Zug                                   | 7.   |
| 9.    | 2        | Louisiana                | Brittany Pfantz | Now You Do M/T: Brittany Pfantz, Ryan Corn                                                                | Englisch           | Jetzt machst du                       | 8.   |
| 10.   | 11       | Nördliche Marianen       | Sabyu           | Sunsets & Seaturtles M/T: Chris Mena, Gerson Zaragoza, Matthew Sablan, Mike Kohfeld, Skúli Gestsson       | Englisch           | Sonnenuntergänge & Meeresschildkröten | 10.  |
| 11.   | 9        | South Dakota             | Judd Hoos       | Bad Girl M/T: Adam Dennis Agin, Andrew Arthur Young, Denham Issac McDermott                               | Englisch           | Böses Mädchen                         | 11.  |
| 12.   | 8        | South Carolina           | Jesse LeProtti  | Not Alone M/T: Ali Dee Theodore, Andreas Carlsson, Anthony Mirabella III, Bianca Sperduti, Jesse Leprotti | Englisch           | Nicht alleine                         | 12.  |

### Vierte Vorrunde
Die vierte Vorrunde fand am 11. April 2022 statt. Folgende Bundesstaaten/Territorien nahmen teil:
| Platz    | Startnr. | Bundesstaat/ Territorium | Interpret          | Lied Musik (M) und Text (T) | Sprache            | Übersetzung (inoffiziell) | Jury |
| -------- | -------- | ------------------------ | ------------------ | --- | ------------------ | ------------------------- | ---- |
| 1. – 4.  | 11       | Washington               | Allen Stone        | A Little Bit of Both M/T: Allen Stone, Tyler Acord | Englisch           | Ein bisschen von beidem   | 1.   |
| 1. – 4.  | 1        | New Hampshire            | MARi               | Fly M/T: Ali Dee Theodore, Andreas Carlsson, Anthony Mirabella III, Bianca Sperduti David Mullen, Ian Anthony Osborne, Mari Burelle-Valencia, Scott Callaway | Englisch           | Fliegen                   | 8.   |
| 1. – 4.  | 5        | Massachusetts            | Jared Lee          | Shameless M/T: Carly Paige, Dan Whittemore, Diamond Karruen White Long, Jared Lee                                                                            | Englisch           | Schamlos                  | 2.   |
| 1. – 4.  | 6        | Georgia                  | Stela Cole         | DIY M/T: Hollyn Shadinger, Mark Evans, Stephen Harry Dunkley, Steven Cheung                                                                                  | Englisch           | Mach es selbst            | 6.   |
| 5. – 11. | 2        | Nevada                   | The Crystal Method | Watch Me Now M/T: David Mårtensson, Jordan David Sudak, Scott Kirkland                                                                                       | Englisch           | Schau mich jetzt an       | 3.   |
| 5. – 11. | 3        | Utah                     | Savannah Keyes     | Sad Girl M/T: Blair Daly, Heather Morgan, Savannah Keyes | Englisch           | Trauriges Mädchen         | 7.   |
| 5. – 11. | 4        | District of Columbia     | NËITHER            | I Like It M/T: Marcus R. Neither | Englisch           | Ich mag es                | 11.  |
| 5. – 11. | 7        | Hawaii                   | Bronson Varde      | 4 You M/T: Ali Dee Theodore, Anthony Mirabella III, Bianca Sperduti, Bronson Varde, Nikki Sorentino, Sergio Cabral, Susan Paroff                             | Englisch           | Für dich                  | 9.   |
| 5. – 11. | 8        | West Virginia            | Alexis Cunningham  | Working on a Miracle M/T: Alexis Paige Cunningham, Eric Bazilian                                                                                             | Englisch           | An einem Wunder arbeiten  | 5.   |
| 5. – 11. | 9        | Arizona                  | Las Marías         | De La Finikera M/T: Eduardo Meza | Englisch, Spanisch | Der Beender               | 10.  |
| 5. – 11. | 10       | Pennsylvania             | Bri Steves         | Plenty Love M/T: Avery Earls, Brandon Hodge, Brianna Ashleigh Stevenson, Darryl Pearson, Donnie Meadows, Kristal Oliver, Larrance Dopson, Quintin Gulledge   | Englisch           | Viel Liebe                | 4.   |

### Fünfte Vorrunde
Die fünfte Vorrunde fand am 18. April 2022 statt. Folgende Bundesstaaten/Territorien nahmen teil:
| Platz    | Startnr. | Bundesstaat/ Territorium | Interpret       | Lied Musik (M) und Text (T) | Sprache  | Übersetzung (inoffiziell) | Jury |
| -------- | -------- | ------------------------ | --------------- | --- | -------- | ------------------------- | ---- |
| 1. – 4.  | 10       | Michigan                 | Ada LeAnn       | Natalie M/T: Ada LeAnn Compton, Carter Jon Frodge | Englisch | –                         | 1.   |
| 1. – 4.  | 2        | Kalifornien              | Sweet Taboo     | Keys to the Kingdom M/T: Breanne Santana, Gian Stone, Jennifer Torrejon, Madison Love, Richard Vission, Samantha Ramos, Sean Douglas                                                     | Englisch | Schlüssel zum Königreich  | 2.   |
| 1. – 4.  | 6        | Amerikanisch-Samoa       | Tenelle         | Full Circle M/T: Ali Dee Theodore, Anthony Mirabella III, Benjamin Briggs, Bianca Sperduti, Kerry Clisby Nikki Sorentino, Sergio Cabral, Susan Paroff, Tenelle Luafalemana, Trent Foisia | Englisch | Kreis                     | 4.   |
| 1. – 4.  | 7        | North Carolina           | John Morgan     | Right in the Middle M/T: John Morgan, Justin Wilson, Rodney Clawson, Will Bundy | Englisch | Genau in der Mitte        | 3.   |
| 5. – 11. | 1        | Illinois                 | Justin Jesso    | Lifeline M/T: Devin Kennedy, Justin Jesso, Lukas Kostas | Englisch | Rettungsleine             | 5.   |
| 5. – 11. | 3        | Idaho                    | Andrew Sheppard | Steady Machine M/T: Andrew Sheppard | Englisch | Stabile Maschine          | 6.   |
| 5. – 11. | 4        | New Mexico               | Khalisol        | Drop M/T: Geoffrey McCray, Kaelin Ellis, Zachary Chicoine | Englisch | Fall                      | 7.   |
| 5. – 11. | 5        | Missouri                 | HALIE           | Better Things M/T: Alex Angelo, Blake Densmore, Halie Wooldridge | Englisch | Bessere Dinge             | 10.  |
| 5. – 11. | 8        | Vermont                  | Josh Panda      | Rollercoaster M/T: Clinton Lewis Bierman, Joshua Pender, Peter Whitfield Day | Englisch | Achterbahn                | 8.   |
| 5. – 11. | 9        | Guam                     | Jason J.        | Midnight M/T: Chaz Mark Toney, Jason Niel Jabinigay | Englisch | Mitternacht               | 11.  |
| 5. – 11. | 11       | Maryland                 | Sisqó           | It's Up M/T: Mark Althavan Andrews, Nathan L. Mooring | Englisch | Es ist aus                | 9.   |

## Halbfinale

### Erstes Halbfinale
Das erste Halbfinale fand am 25. April 2022 statt. Folgende Bundesstaaten nahmen teil:
| Platz    | Startnr. | Bundesstaat/ Territorium | Interpret    | Lied Musik (M) und Text (T) | Sprache              | Übersetzung (inoffiziell) | Jury |
| -------- | -------- | ------------------------ | ------------ | --- | -------------------- | ------------------------- | ---- |
| 1. – 5.  | 4        | Washington               | Allen Stone  | A Little Bit of Both M/T: Allen Stone, Tyler Acord | Englisch             | Ein bisschen von beidem   | 1.   |
| 1. – 5.  | 1        | Kentucky                 | Jordan Smith | Sparrow M/T: Andreas Carlsson, Desmond Child, Jordan Smith                                                                                                   | Englisch             | Sperling                  | 2.   |
| 1. – 5.  | 2        | Colorado                 | Riker Lynch  | Feel the Love M/T: Andreas Carlsson, Desmond Child, Jimmy Jansson, Vera Hotsauce                                                                             | Englisch             | Fühl die Liebe            | 11.  |
| 1. – 5.  | 5        | Alabama                  | Ni/Co        | The Difference M/T: Andreas Carlsson, Colton Jones, Danielle Brillhart, Gaby Feldman, Kevin Hutchens                                                         | Englisch             | Der Unterschied           | 6.   |
| 1. – 5.  | 11       | Oklahoma                 | AleXa        | Wonderland M/T: Albin Nordqvist, Andreas Carlsson, Bekuh Boom, Ellen Berg, Moa Carlebecker                                                                   | Englisch, Koreanisch | Wunderland                | 5.   |
| 6. – 11. | 3        | New Hampshire            | MARi         | Fly M/T: Ali Dee Theodore, Andreas Carlsson, Anthony Mirabella III, Bianca Sperduti David Mullen, Ian Anthony Osborne, Mari Burelle-Valencia, Scott Callaway | Englisch             | Fliegen                   | 9.   |
| 6. – 11. | 6        | Wyoming                  | Ryan Charles | New Boot Goofin‘ M/T: Khadi Clamoungou, Ryan Charles Kinzer                                                                                                  | Englisch             | Neuer Stiefelfehler       | 10.  |
| 6. – 11. | 7        | Rhode Island             | Hueston      | Held on Too Long M/T: Cory Hueston | Englisch             | Zu lange festgehalten     | 3.   |
| 6. – 11. | 8        | Montana                  | Jonah Prill  | Fire It Up M/T: Jared Mullins, Jordan Schmidt, Seth Ennis | Englisch             | Zünde es an               | 7.   |
| 6. – 11. | 9        | Michigan                 | Ada LeAnn    | Natalie M/T: Ada LeAnn Compton, Carter Jon Frodge | Englisch             | –                         | 4.   |
| 6. – 11. | 10       | Massachusetts            | Jared Lee    | Shameless M/T: Carly Paige, Dan Whittemore, Diamond Karruen White Long, Jared Lee                                                                            | Englisch             | Schamlos                  | 8.   |

### Zweites Halbfinale
Das zweite Halbfinale fand am 2. Mai 2022 statt. Folgende Bundesstaaten/Territorien nahmen teil:
| Platz    | Startnr. | Bundesstaat/ Territorium | Interpret        | Lied Musik (M) und Text (T) | Sprache            | Übersetzung (inoffiziell)                  | Jury |
| -------- | -------- | ------------------------ | ---------------- | --- | ------------------ | ------------------------------------------ | ---- |
| 1. – 5.  | 9        | Tennessee                | Tyler Braden     | Seventeen M/T: Tyler Braden | Englisch           | Siebzehn                                   | 1.   |
| 1. – 5.  | 5        | North Dakota             | Chloe Fredericks | Can't Make You Love Me M/T: Chloe Fredericks, Melissa Carter, Rob Nagelhout | Englisch           | Ich kann dich nicht zwingen mich zu lieben | 6.   |
| 1. – 5.  | 6        | Connecticut              | Michael Bolton   | Beautiful World M/T: Michael Bolton, Justin Jesso | Englisch           | Schöne Welt                                | 5.   |
| 1. – 5.  | 7        | Texas                    | Grant Knoche     | Mr. Independent M/T: Grant Christian Knoche, John Arnell Newsome | Englisch           | Herr Unabhängig                            | 8.   |
| 1. – 5.  | 11       | Amerikanisch-Samoa       | Tenelle          | Full Circle M/T: Ali Dee Theodore, Anthony Mirabella III, Benjamin Briggs, Bianca Sperduti, Kerry Clisby Nikki Sorentino, Sergio Cabral, Susan Paroff, Tenelle Luafalemana, Trent Foisia | Englisch           | Kreis                                      | 10.  |
| 6. – 11. | 1        | Puerto Rico              | Christian Pagán  | Loko M/T: Bileidy Hernandez, Christian Pagán, Desmond Child, Emilio Amaya Acosta, Faisal Ben Said, Jodi Marr, Markus Sepehrmanesh, Samuel Kvist, Timothy Caifeldt                        | Englisch, Spanisch | Verrückt                                   | 7.   |
| 6. – 11. | 2        | North Carolina           | John Morgan      | Right in the Middle M/T: John Morgan, Justin Wilson, Rodney Clawson, Will Bundy | Englisch           | Genau in der Mitte                         | 4.   |
| 6. – 11. | 3        | Kansas                   | Broderick Jones  | Tell Me M/T: Broderick Jones, Callan Searcy | Englisch           | Sag mir                                    | 2.   |
| 6. – 11. | 4        | New York                 | ENISA            | Green Light M/T: Cameron Warren, Enisa Nikaj | Englisch           | Grünes Licht                               | 11.  |
| 6. – 11. | 8        | Kalifornien              | Sweet Taboo      | Keys to the Kingdom M/T: Breanne Santana, Gian Stone, Jennifer Torrejon, Madison Love, Richard Vission, Samantha Ramos, Sean Douglas                                                     | Englisch           | Schlüssel zum Königreich                   | 3.   |
| 6. – 11. | 10       | Georgia                  | Stela Cole       | DIY M/T: Hollyn Shadinger, Mark Evans, Stephen Harry Dunkley, Steven Cheung | Englisch           | Mach es selbst                             | 9.   |

## Finale
Das Finale fand am 9. Mai 2022 statt. Folgende Bundesstaaten/Territorien nahmen teil:
| Platz | Startnr. | Bundesstaat/ Territorium | Interpret        | Lied Musik (M) und Text (T) | Sprache              | Übersetzung (inoffiziell)                  | Voting | Voting | Voting | Voting | Voting |
| Platz | Startnr. | Bundesstaat/ Territorium | Interpret        | Lied Musik (M) und Text (T) | Sprache              | Übersetzung (inoffiziell)                  | Jury   | Jury   | Online | Online | Gesamt |
| Platz | Startnr. | Bundesstaat/ Territorium | Interpret        | Lied Musik (M) und Text (T) | Sprache              | Übersetzung (inoffiziell)                  | Punkte | Platz  | Punkte | Platz  | Gesamt |
| ----- | -------- | ------------------------ | ---------------- | --- | -------------------- | ------------------------------------------ | ------ | ------ | ------ | ------ | ------ |
| 1.    | 8        | Oklahoma                 | AleXa            | Wonderland M/T: Albin Nordqvist, Andreas Carlsson, Bekuh Boom, Ellen Berg, Moa Carlebecker                                                                                               | Englisch, Koreanisch | Wunderland                                 | 56     | 5.     | 654    | 1.     | 710    |
| 2.    | 10       | Colorado                 | Riker Lynch      | Feel the Love M/T: Andreas Carlsson, Desmond Child, Jimmy Johnson, Vera Hotsauce | Englisch             | Fühl die Liebe                             | 25     | 10.    | 478    | 2.     | 503    |
| 3.    | 5        | Kentucky                 | Jordan Smith     | Sparrow M/T: Andreas Carlsson, Desmond Child, Jordan Smith | Englisch             | Sperling                                   | 79     | 3.     | 328    | 3.     | 407    |
| 4.    | 3        | Texas                    | Grant Knoche     | Mr. Independent M/T: Grant Christian Knoche, John Arnell Newsome | Englisch             | Herr Unabhängig                            | 42     | 7.     | 324    | 4.     | 366    |
| 5.    | 6        | Washington               | Allen Stone      | A Little Bit of Both M/T: Allen Stone, Tyler Acord | Englisch             | Ein bisschen von beidem                    | 105    | 1.     | 254    | 6.     | 359    |
| 6.    | 7        | Amerikanisch-Samoa       | Tenelle          | Full Circle M/T: Ali Dee Theodore, Anthony Mirabella III, Benjamin Briggs, Bianca Sperduti, Kerry Clisby Nikki Sorentino, Sergio Cabral, Susan Paroff, Tenelle Luafalemana, Trent Foisia | Englisch             | Kreis                                      | 37     | 9.     | 305    | 7.     | 342    |
| 7.    | 1        | Connecticut              | Michael Bolton   | Beautiful World M/T: Michael Bolton, Justin Jesso | Englisch             | Schöne Welt                                | 40     | 8.     | 298    | 5.     | 338    |
| 8.    | 4        | Alabama                  | Ni/Co            | The Difference M/T: Andreas Carlsson, Colton Jones, Danielle Brillhart, Gaby Feldman, Kevin Hutchens                                                                                     | Englisch             | Der Unterschied                            | 60     | 4.     | 225    | 8.     | 285    |
| 9.    | 2        | North Dakota             | Chloe Fredericks | Can't Make You Love Me M/T: Chloe Fredericks, Melissa Carter, Rob Nagelhout | Englisch             | Ich kann dich nicht zwingen mich zu lieben | 48     | 6.     | 219    | 9.     | 267    |
| 10.   | 9        | Tennessee                | Tyler Braden     | Seventeen M/T: Tyler Braden | Englisch             | Siebzehn                                   | 88     | 2.     | 163    | 10.    | 251    |

1. ↑  Aus persönlichen Gründen konnte Allen Stone nicht live auftreten, daher wurde ein vorab aufgezeichneter Auftritt gesendet.

### Punktetafel Finale
| Bundesstaat/ Territorium | Onlinevoting | Lower South | Mid Atlantic | Midwest | Mountains | New England | Pacific West | Plains | Southwest | Territories | Upper South |
| ------------------------ | ------------ | ----------- | ------------ | ------- | --------- | ----------- | ------------ | ------ | --------- | ----------- | ----------- |
| CT                       | 298          | 6           | 7            | 1       | 6         | 1           | 2            | 1      | 2         | 7           | 7           |
| ND                       | 219          | 4           | 2            | 7       | 8         | 5           | 6            | 3      | 5         | 4           | 4           |
| TX                       | 324          | 3           | 4            | 10      | 5         | 3           | 1            | 5      | 6         | 3           | 2           |
| AL                       | 225          | 7           | 3            | 6       | 4         | 6           | 10           | 12     | 4         | 5           | 3           |
| KY                       | 378          | 12          | 10           | 4       | 7         | 10          | 8            | 8      | 8         | 2           | 10          |
| WA                       | 254          | 10          | 12           | 12      | 12        | 12          | 12           | 7      | 12        | 10          | 6           |
| AS                       | 305          | 5           | 6            | 3       | 2         | 2           | 5            | 2      | 3         | 8           | 1           |
| OK                       | 654          | 1           | 5            | 5       | 3         | 8           | 3            | 10     | 7         | 6           | 8           |
| TN                       | 163          | 8           | 8            | 8       | 10        | 7           | 7            | 6      | 10        | 12          | 12          |
| CO                       | 478          | 2           | 1            | 2       | 1         | 4           | 4            | 4      | 1         | 1           | 5           |

### Statistik der Zwölf-Punkte-Vergabe
| Anzahl | Bundesstaat/ Territorium | erhalten von                                                           |
| ------ | ------------------------ | ---------------------------------------------------------------------- |
| 6      | Washington               | Mid Atlantic, Midwest, Mountains, New England, Pacific West, Southwest |
| 2      | Tennessee                | Territories, Upper South                                               |
| 1      | Alabama                  | Plains                                                                 |
| 1      | Kentucky                 | Lower South                                                            |

### Punktesprecher
| Nr. | Region       | Punktesprecher        |
| --- | ------------ | --------------------- |
| 1.  | Midwest      | Yam Haus              |
| 2.  | Upper South  | Almira Zaky           |
| 3.  | New England  | Jared Lee             |
| 4.  | Plains       | Alisabeth Von Presley |
| 5.  | Mountains    | Ryan Charles          |
| 6.  | Lower South  | Ale Zabala            |
| 7.  | Mid Atlantic | Nitro Nitra           |
| 8.  | Territories  | Jason J.              |
| 9.  | Southwest    | Savannah Keyes        |
| 10. | Pacific West | Bronson Varde         |

## Internationale Übertragung
Die Sendung wurde in den folgenden Staaten ausgestrahlt/übertragen:
- Deutschland /  Österreich: ServusTV[20] – Die Ausstrahlung erfolgte zeitversetzt und 8 Tage nach der Erstausstrahlung.[21]
- Dänemark: DR – Die beiden Halbfinale und das Finale wurden ab dem 21. Mai ausgestrahlt.[22]
- Estland: TV3[23]
- Finnland: Yle TV2[24]
- Griechenland: ERT[25]
- Island: RÚV[26] – Die Shows wurden live gesendet.
- Kanada: CHCH-DT[27]
- Norwegen: NRK[28] – Die Ausstrahlung erfolgte zeitversetzt und 5 Tage nach der Erstausstrahlung.
- Portugal: RTP1[29] – Die Ausstrahlung erfolgte zeitversetzt und 3 Tage nach der Erstausstrahlung.
- Schweden: SVT1 und SVT Play[30] – Die Ausstrahlung erfolgte zeitversetzt und 2 bzw. 5 Tage nach der Erstausstrahlung.[31]
- Serbien: RTS[32]
- Slowenien: RTV SLO[33] – Die Ausstrahlung erfolgte zeitversetzt und 5 Tage nach der Erstausstrahlung.
- Spanien: RTVE Play[34]